# Terpineole
Terpineole sind eine Gruppe chemischer Verbindungen, von denen mindestens vier (α-, β-, γ- und δ-Terpineol) als sekundäre Pflanzenstoffe natürlich vorkommen. Chemisch sind es monocyclische Monoterpen-Alkohole mit der Summenformel C10H18O. Sie sind klare, farblose Flüssigkeiten mit verschiedenen, charakteristischen Gerüchen. Der Begriff Terpineol im Singular wird häufig synonym für α-Terpineol verwendet.

## Struktur
Es gibt mindestens vier strukturisomere Terpineole (siehe Abbildung), welche alles tertiäre, einwertige Alkohole sind. Terpineole sind des Weiteren strukturisomer zu Pinanol, Borneol, Myrcenol, Dihydrocarveol, Nerol, Geraniol und Linalool.
| Terpineole     |                             |                     |                |                |                |
| Name           | (R)-(+)-α-Terpineol         | (S)-(−)-α-Terpineol | β-Terpineol    | γ-Terpineol    | δ-Terpineol    |
| Strukturformel |                             |                     |                |                |                |
| CAS-Nummer     | 7785-53-7                   | 10482-56-1          | 138-87-4       | 586-81-2       | 7299-42-5      |
| CAS-Nummer     | 98-55-5 (Isomerengemisch)   |                     |                |                |                |
| CAS-Nummer     | 8000-41-7 (Isomerengemisch) |                     |                |                |                |
| PubChem        | 442501                      | 443162              | 8748           | 11467          | 81722          |
| FL-Nummer      | -                           | -                   | 02.097         | -              | -              |
| FL-Nummer      | 02.014 (Isomerengemisch)    |                     |                |                |                |
| FL-Nummer      | 02.230 (Isomerengemisch)    |                     |                |                |                |
| Summenformel   | C10H18O                     | C10H18O             | C10H18O        | C10H18O        | C10H18O        |
| Molare Masse   | 154,25 g·mol−1              | 154,25 g·mol−1      | 154,25 g·mol−1 | 154,25 g·mol−1 | 154,25 g·mol−1 |

## Eigenschaften
α-Terpineol ist eine klare, farblose Flüssigkeit von hoher Viskosität, siedet bei 219 °C und erstarrt bei −34 °C. Die Dichte beträgt 0,935 g/cm3 (20 °C). Der Flammpunkt liegt bei 90 °C. Der Brechungsindex beträgt 1,48. In Wasser ist α-Terpineol nahezu unlöslich.
Der Geruch der Terpineole ist in Abhängigkeit von ihrer Struktur und ihrer Stereochemie sehr verschieden. So weist (R)-(+)-α-Terpineol einen äußerst intensiven Geruch nach Flieder auf; hingegen riecht das Stereoisomere entgegengesetzter Händigkeit, (S)-(−)-α-Terpineol, koniferenartig. Das Thiolderivat Thioterpineol ist der Stoff mit der geringsten bekannten Geruchsschwelle.

## Vorkommen
Terpineole kommen in ätherischen Ölen aus vielen Pflanzen vor, z. B. aus Sternanis, Grüner Minze, Thymian (Thymus vulgaris, Coridothymus capitatus), Oregano (Origanum onites, Origanum vulgare),  Agathosma betulina, Lorbeer (Laurus nobilis), Sadebaum (Juniperus sabina), Tee ( Camellia sinensis), Bitterorange (Citrus aurantium), Zitronenstrauch (Aloysia citrodora), Ingwer (Zingiber officinale), Rosmarin, Anis (Pimpinella anisum), Majoran (Origanum majorana), Bolivianischem Koriander (Porophyllum ruderale), Thymbra-Bergminze (Satureja thymbra) Liebstöckel (Levisticum officinale), Jasmin (Jasminum officinale), Ysop (Hyssopus officinalis), Salbei (Salvia officinalis), Wacholder (Juniperus communis) oder "Hanf" (Cannabis sativa). Sie finden sich auch im Terpentin. Das ätherische Öl aus Kurkuma enthält bis zu 500 ppm Terpineol, in den Samen des Muskatnussbaums kommen bis zu 9600 ppm α-Terpineol vor.

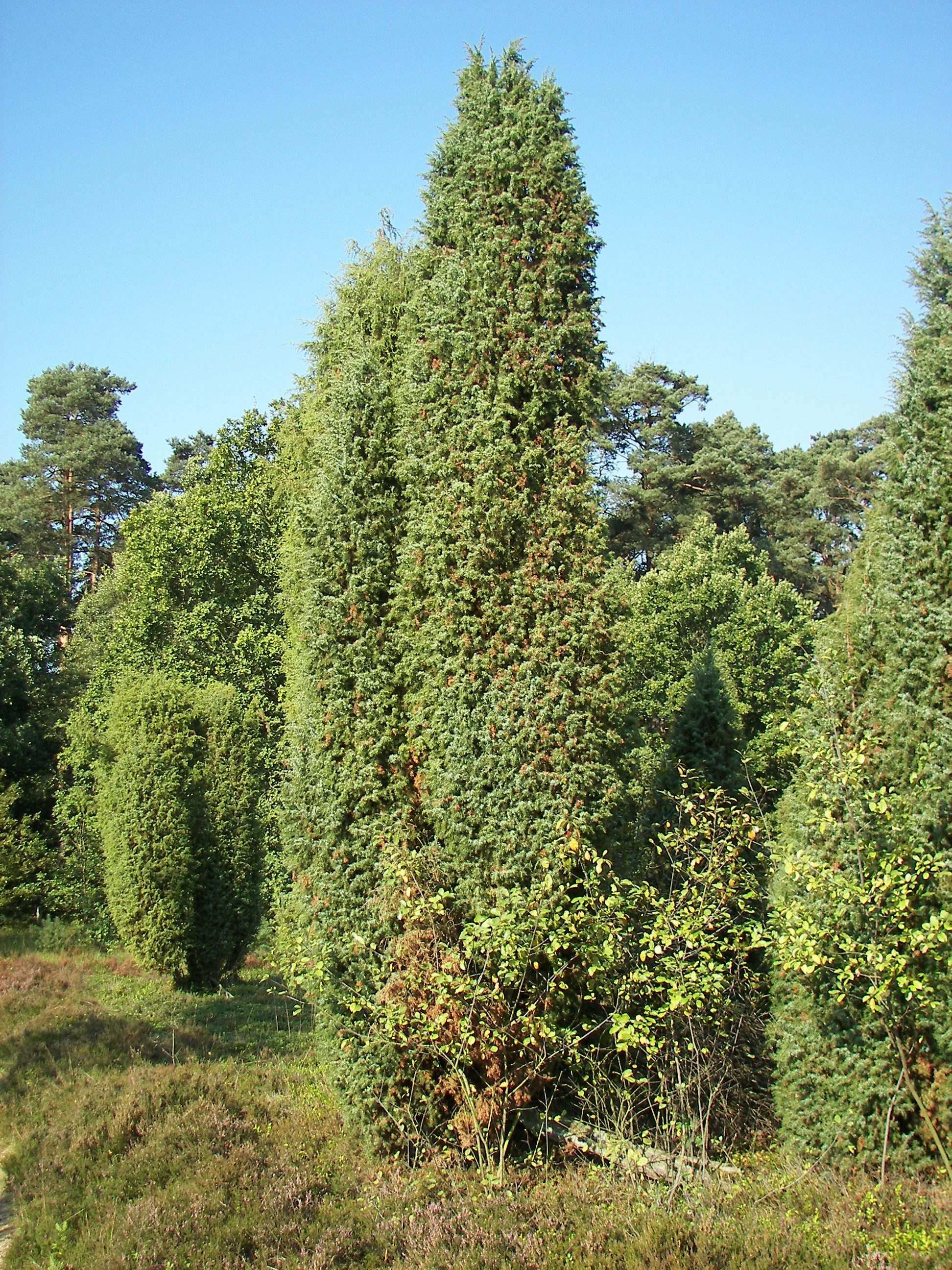
Wacholder
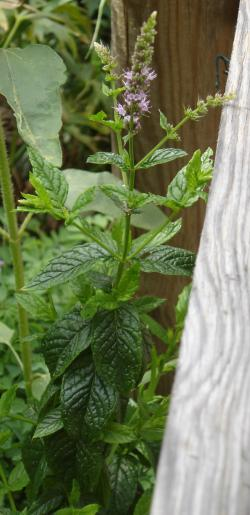
Grüne Minze
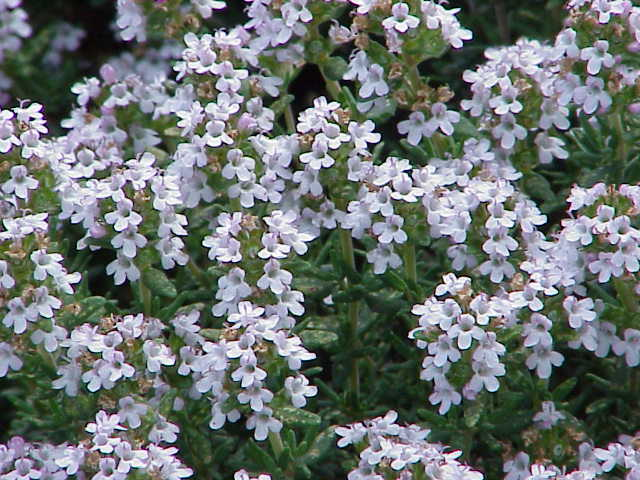
Thymian
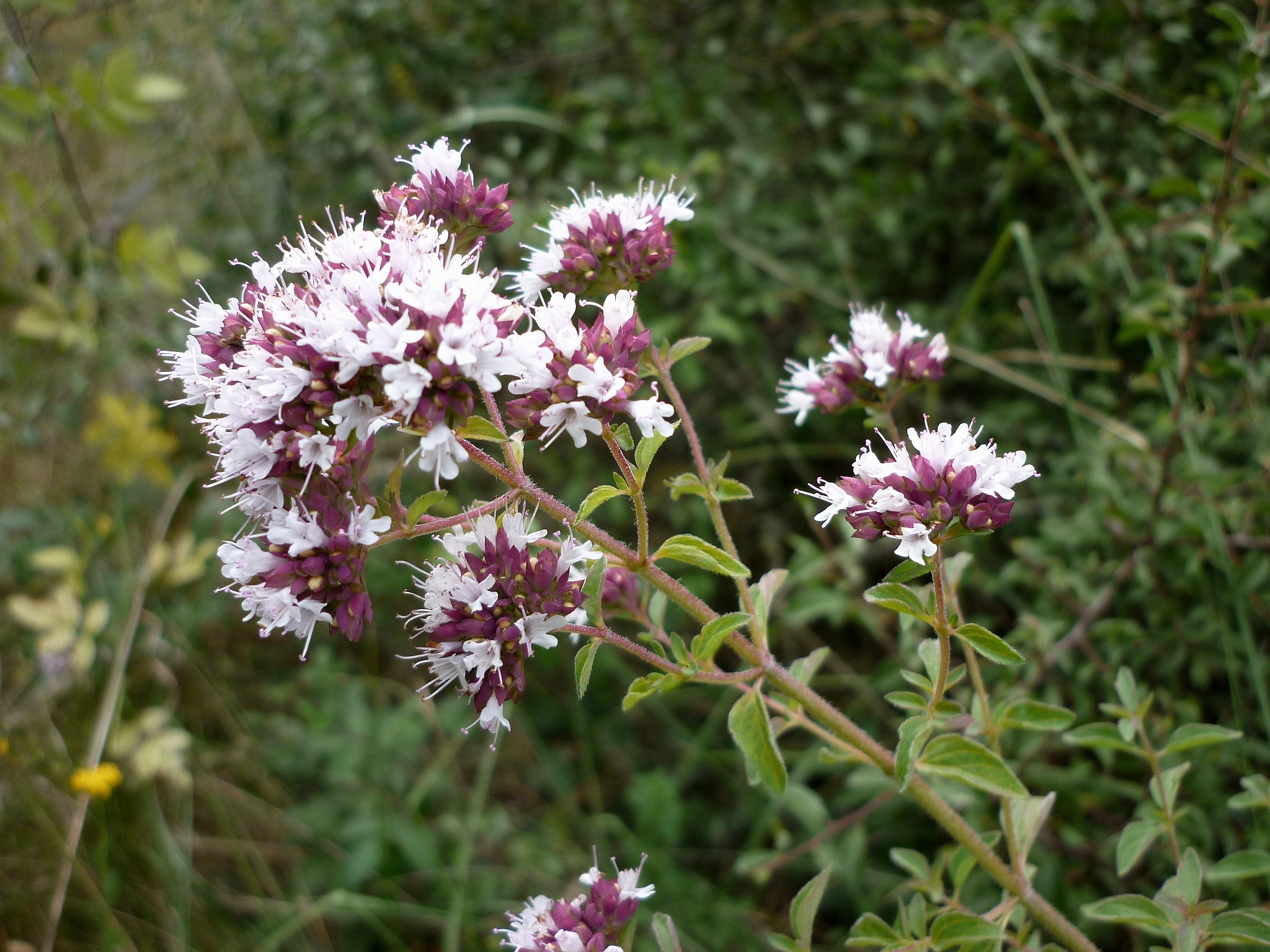
Oregano
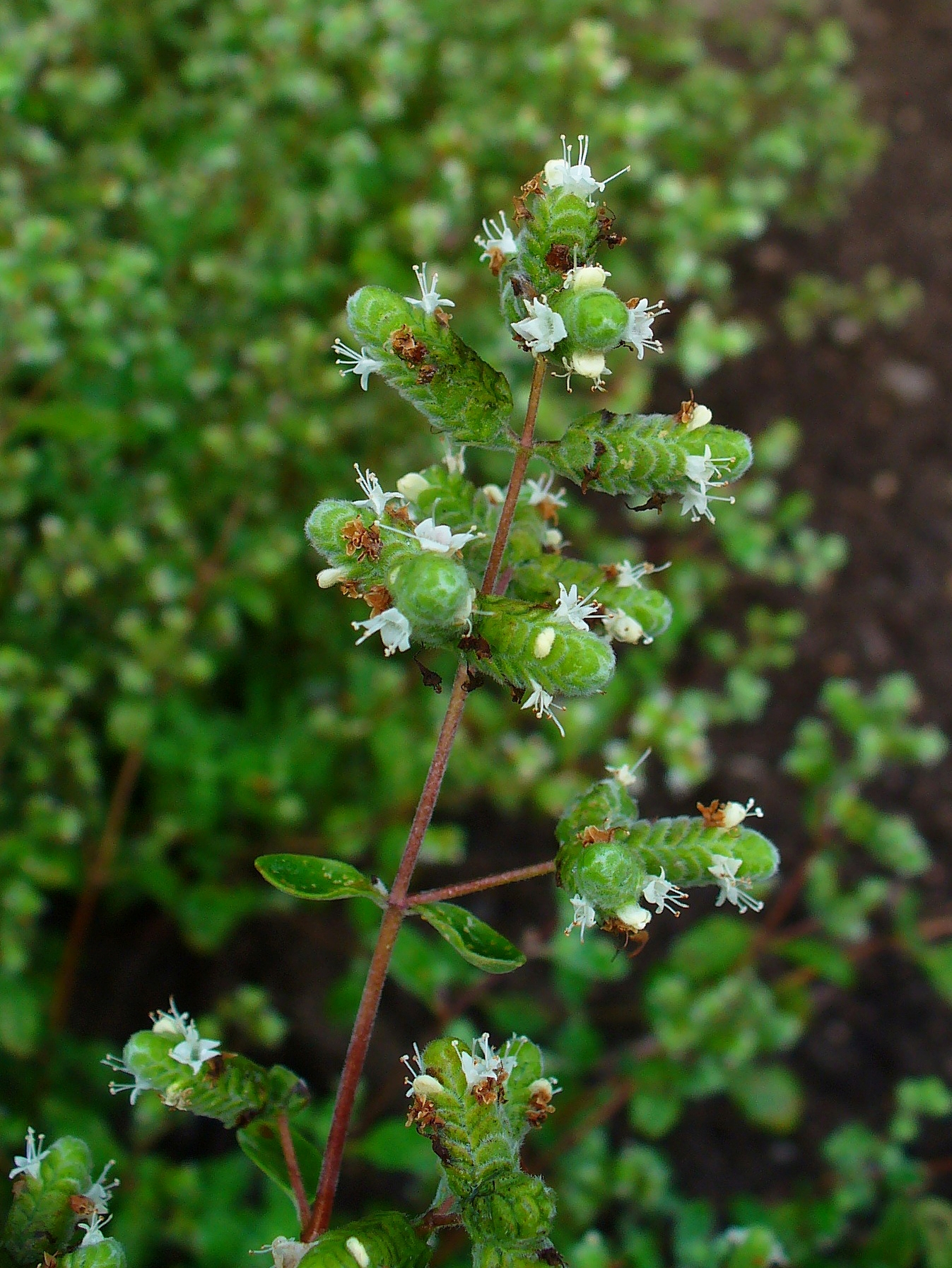
Majoran
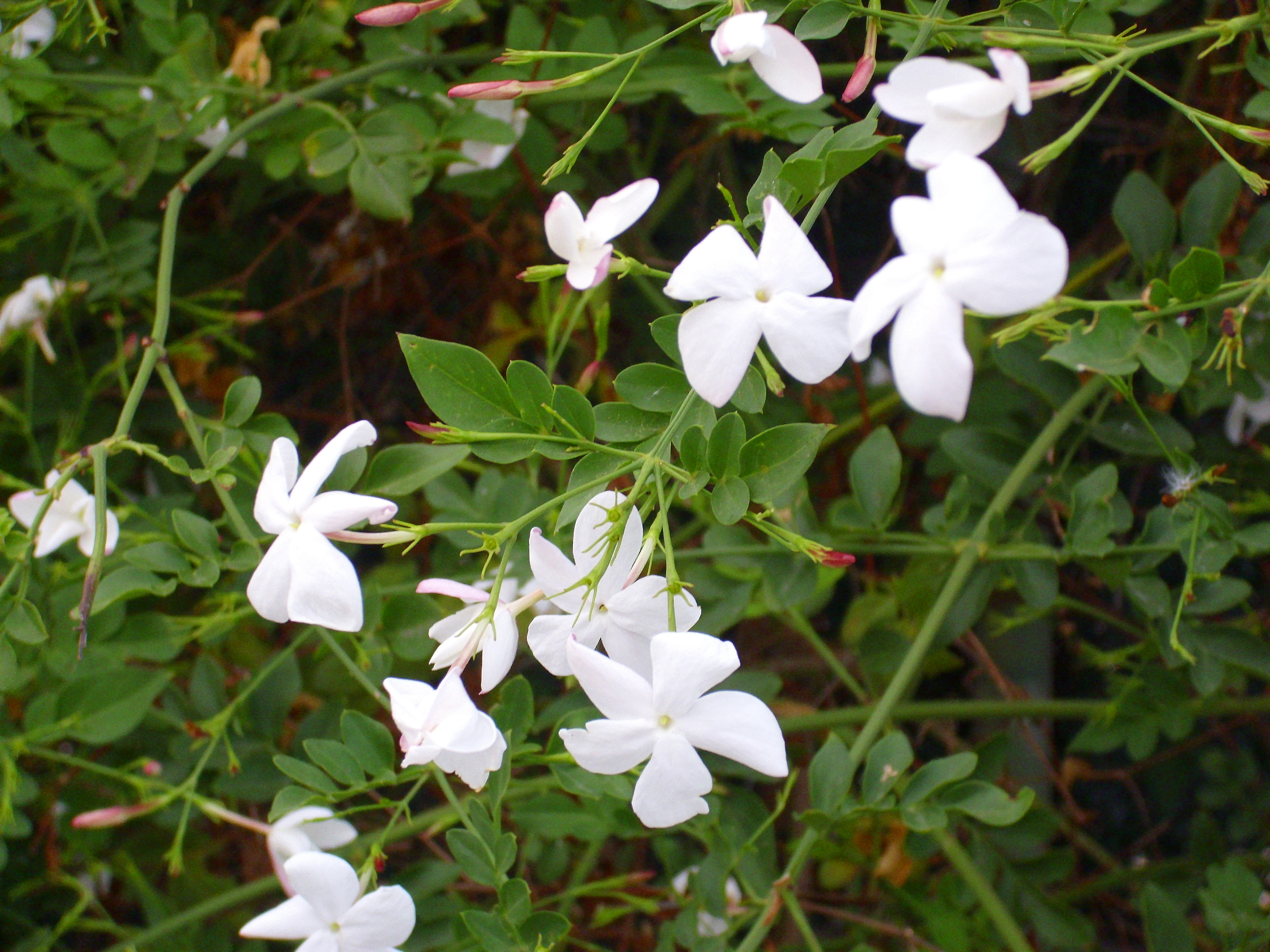
Jasmin
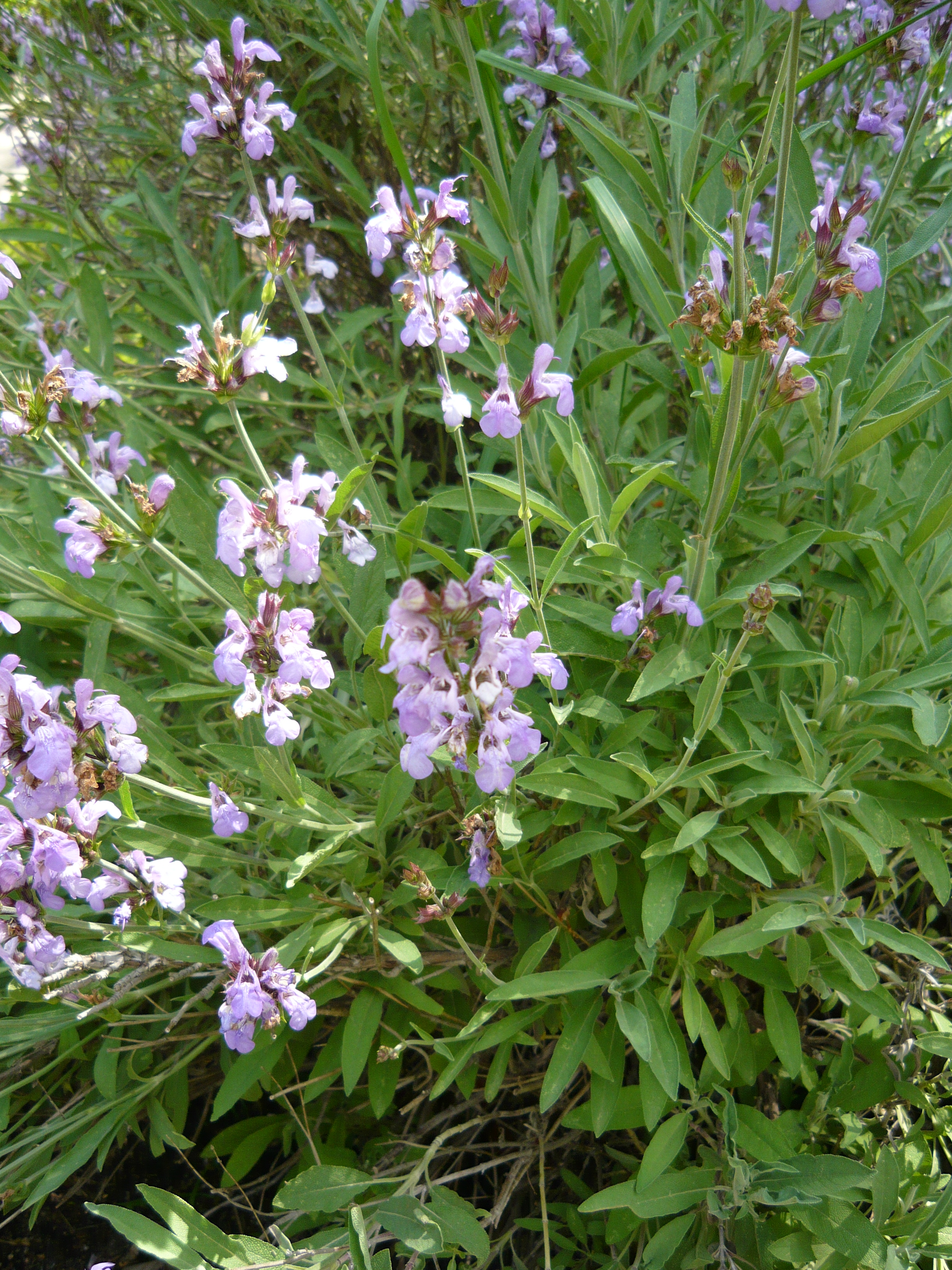
Salbei
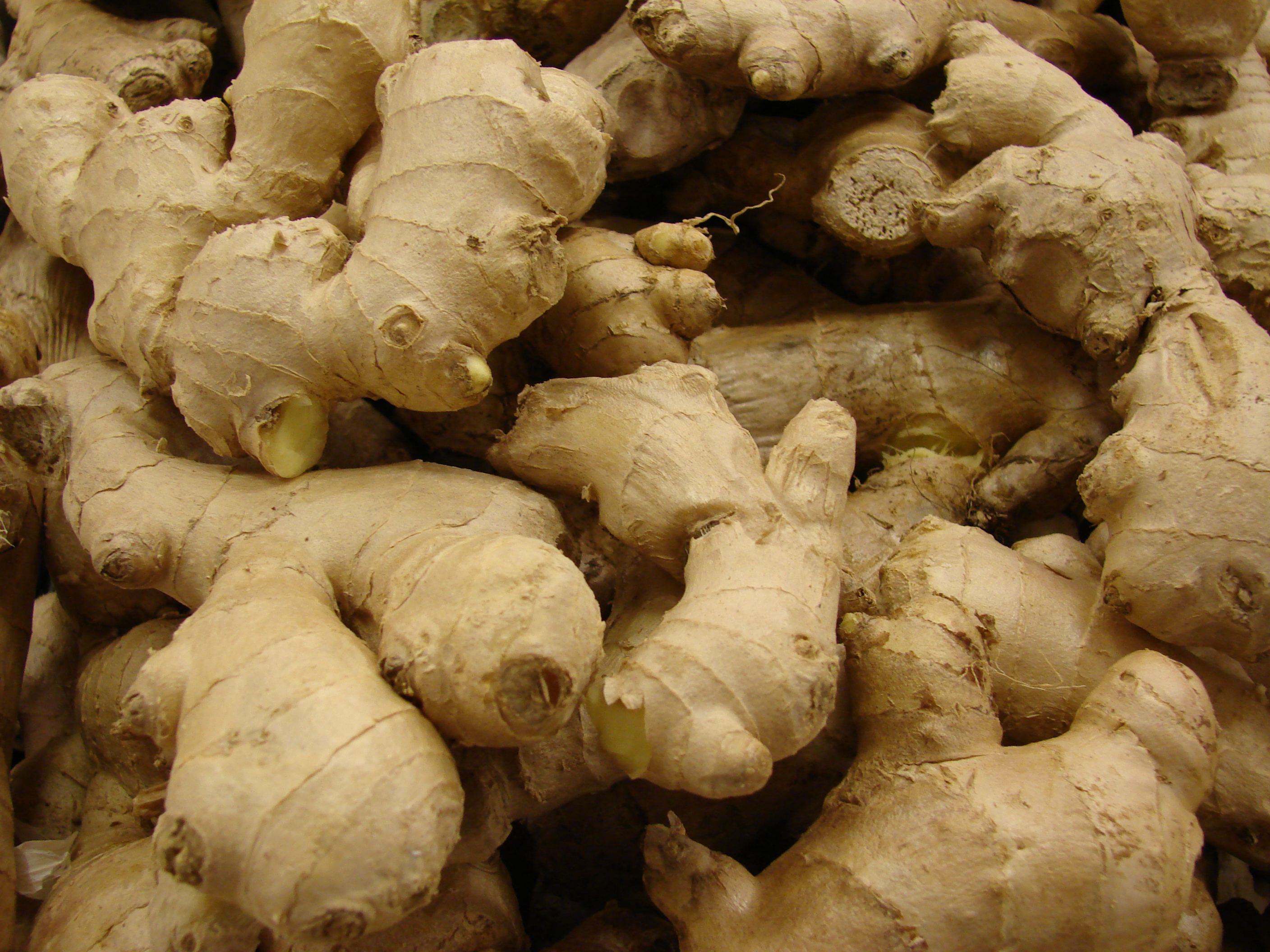
Ingwer
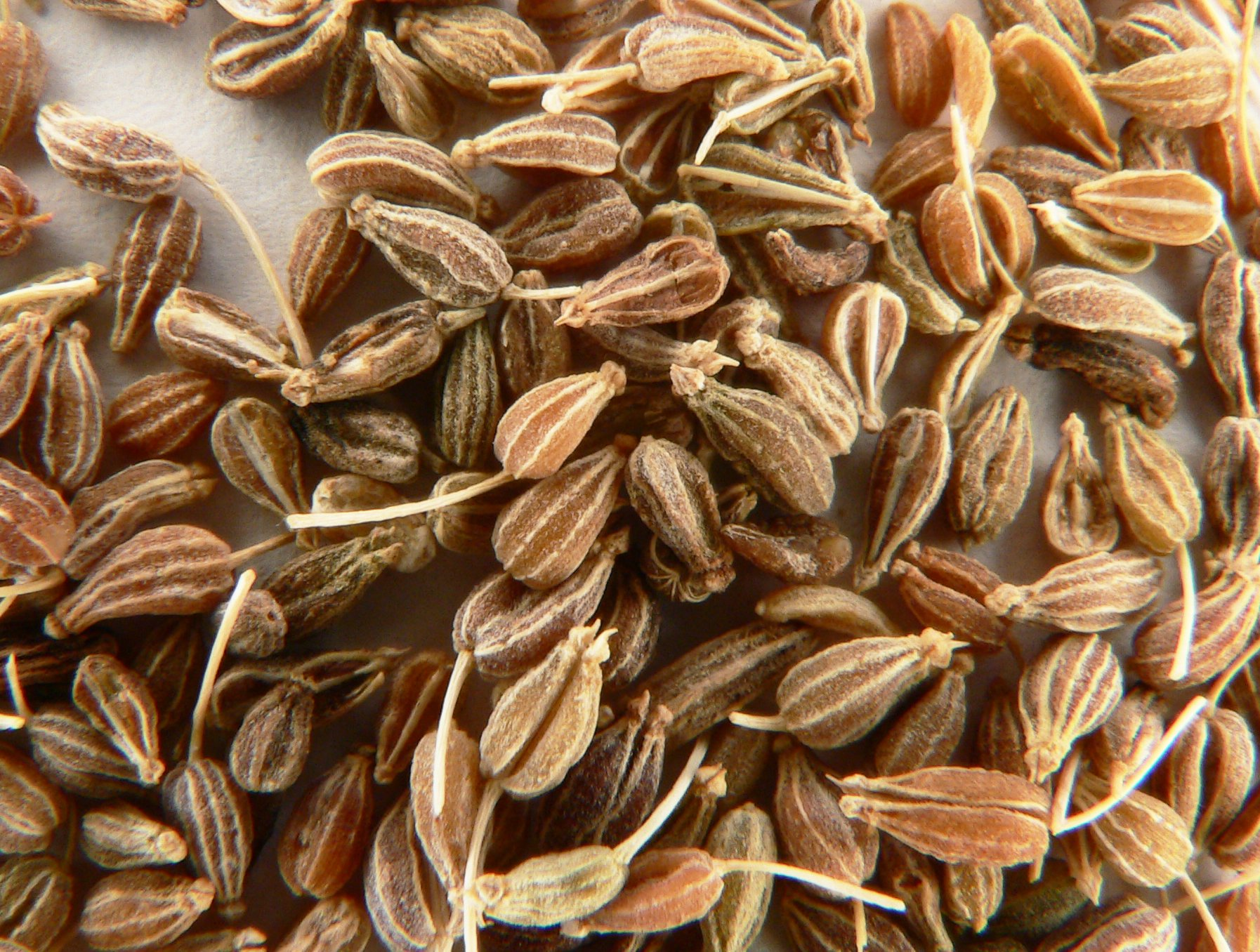
Anissamen

## Synthese
Racemisches α-Terpineol kann man wie folgt synthetisieren: Isopren wird mit Acrylsäuremethylester in einer Diels-Alder-Reaktion zu racemischen 4-Methylcyclohex-3-en-1-carbonsäuremethylester umgesetzt. Hierbei ist, aufgrund des geringen Siedepunkts von Isopren, die durch Lewissäure katalysierte Variante vorzuziehen.  Dieser ergibt in einer Grignard-Reaktion mit Methylmagnesiumbromid (CH3MgBr, Grignard-Reagenz) nach der Hydrolyse α-Terpineol als Racemat:

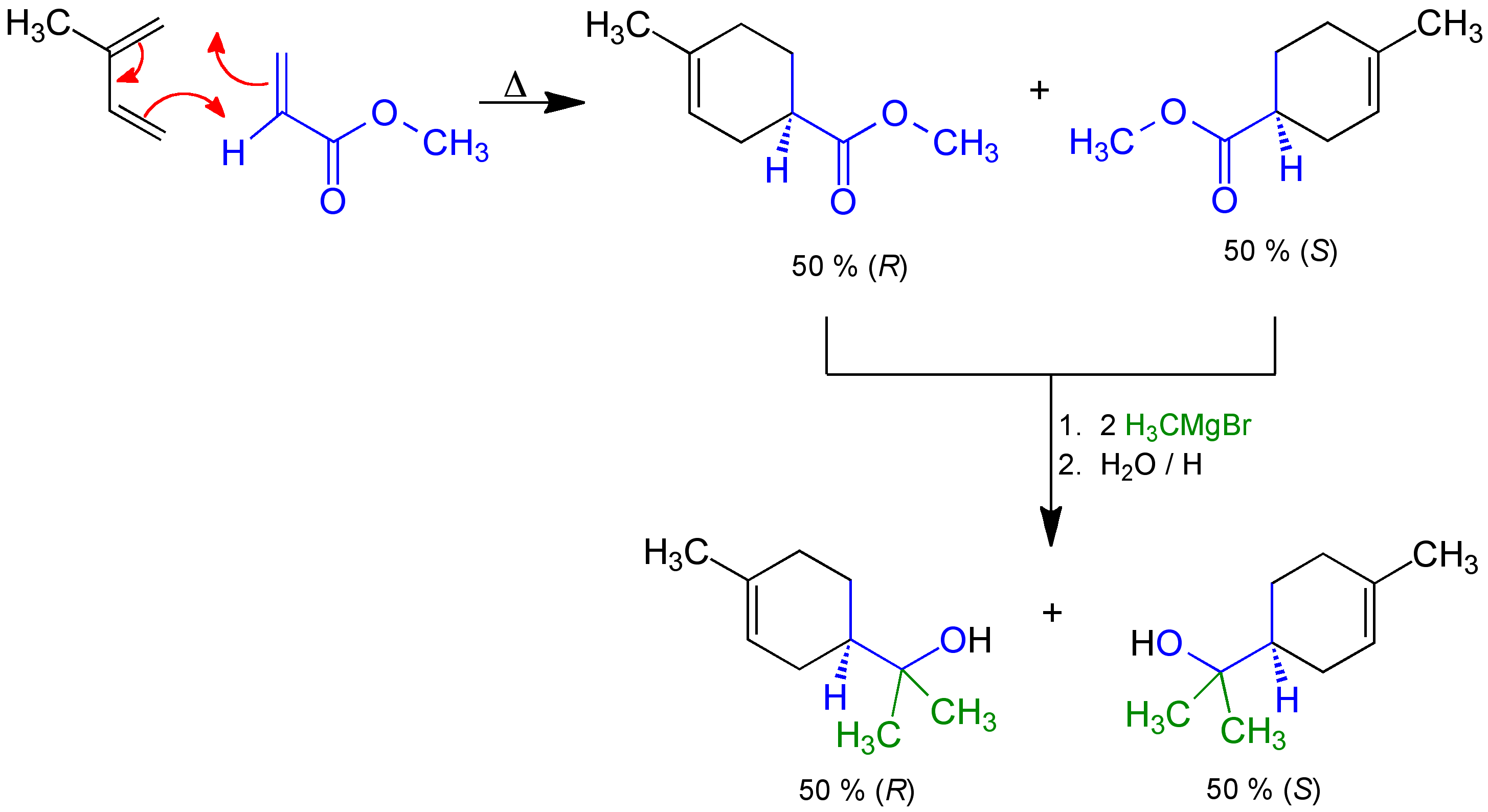
Synthese von (±)-α-Terpineol [(RS)-α-Terpineol].

α-Terpineol lässt sich im sauren Milieu auch aus den Cis-trans-Isomeren Geraniol und Nerol herstellen. β-Terpineol wird über 1,8-Dihydroxy-p-menthan hergestellt.
Technisch wird α-Terpineol durch Hydratation von α-Pinen oder Terpentinöl mit Säure (ergibt cis-Terpinhydrat) und anschließender teilweiser Dehydratation in Anwesenheit schwacher Säuren oder säureaktivierten Silicagels hergestellt.

## Reaktionen
Aus α-Terpineol entsteht durch Hydrierung p-Menthan-8-ol, Dehydratisierung ergibt eine Mischung ungesättigter Terpen-Kohlenwasserstoffe. Die für die Parfumindustrie wichtigste Reaktion ist die Veresterung, insbesondere zu Terpinylacetat.

## Verwendung
Terpineole sind Duftstoffe. Sie werden z. B. in Seifen und Parfums verwendet. Am häufigsten nimmt man ein Gemisch aus α- und γ-Terpineol für intensiven Fliederduft.
In der Schweiz und einigen Staaten der EU, nicht aber in Deutschland oder Österreich sind Pflanzenschutzmittel mit Terpineol als Haft- und Netzmittel zugelassen.